# Santa Faz de Lucca

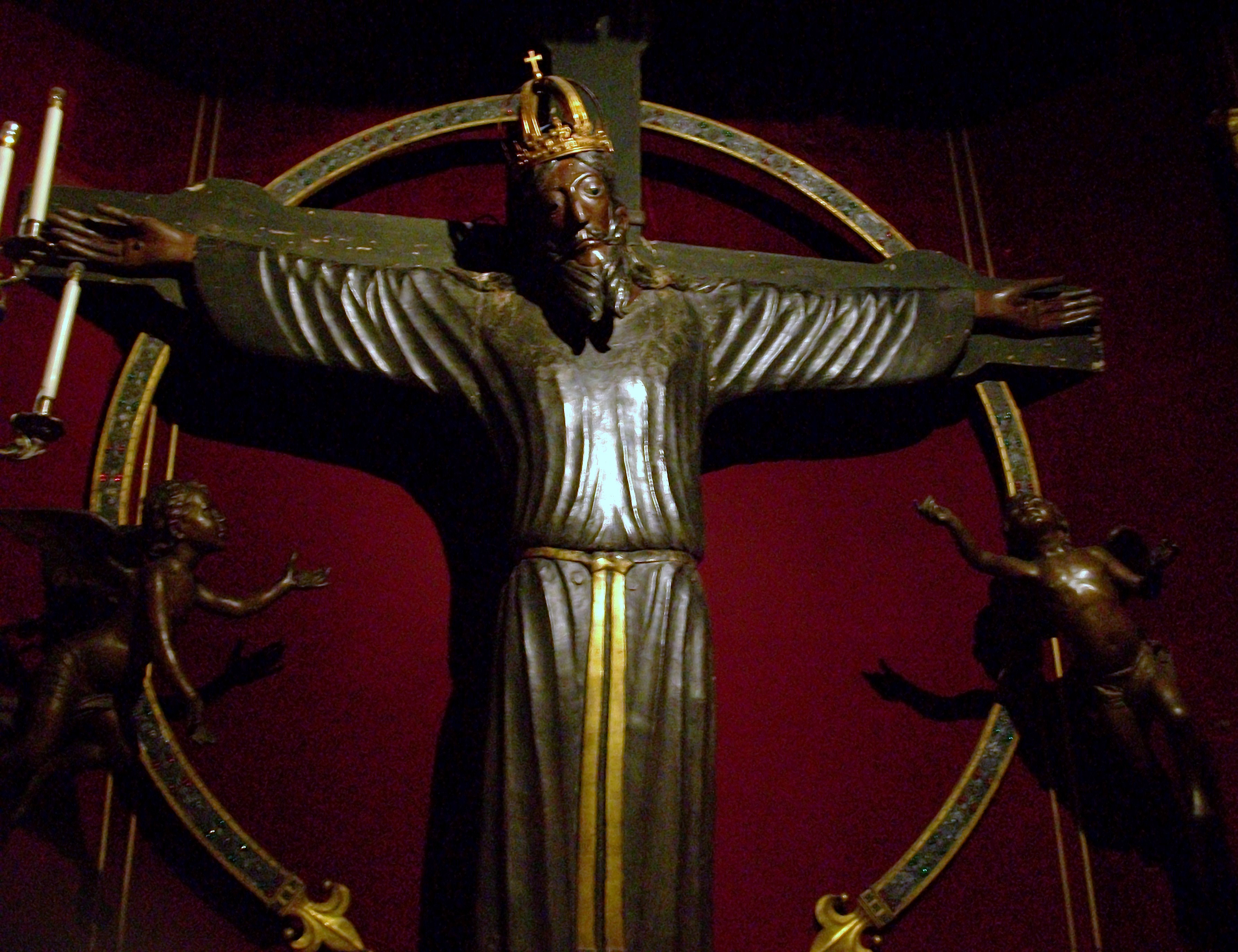
Volto Santo de Lucca.

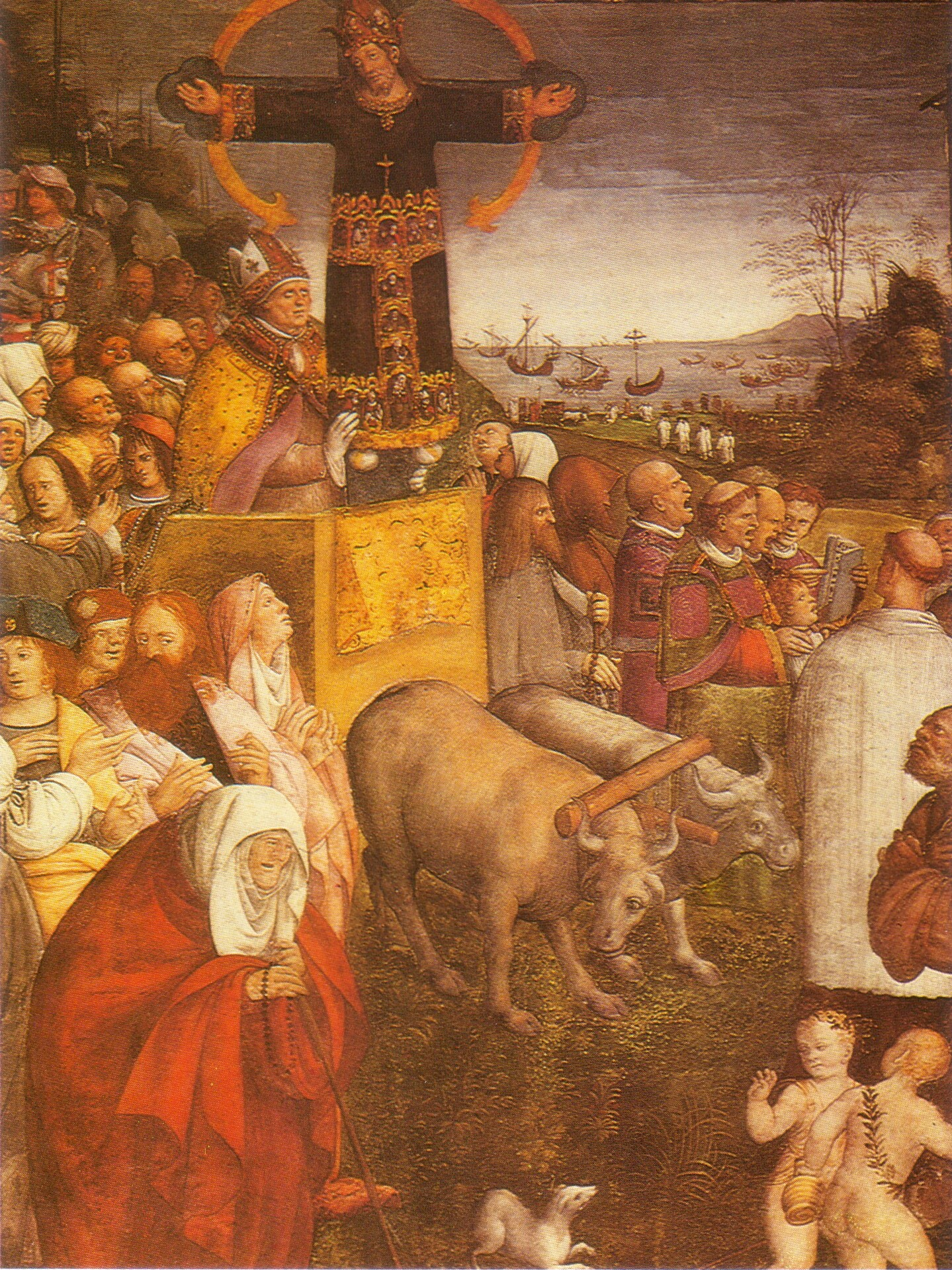
El traslado de la Santa Faz de Lucca, fresco de Amico Aspertini (c. 1508).

La Santa Faz de Lucca es un crucifijo de madera colocado en una capilla construida por Matteo Civitali en 1484, en la nave izquierda de la catedral de San Martín en Lucca. Según una leyenda medieval fue esculpido por aquel Nicodemo que, junto a José de Arimatea, depositó a Cristo en el sepulcro. Quizá se lo puede relacionar con el episcopado, entre 1060 y 1070, de Anselmo da Baggio, pero a ciencia cierta el crucifijo de madera no tiene relación alguna con la escultura lombarda coetánea de los siglos X y XI. Vista la particularidad iconográfica del Cristo vestido, imagen muy rara en Occidente pero muy difundida en Oriente, probablemente el crucifijo proviene de esta última área, tal vez del ámbito sirio, dado que viste el colobium, una indumentaria de aquella zona geográfica.

## La leyenda
Una versión legendaria de la historia de la estatua afirma que fue esculpida por Nicodemo, uno de los protagonistas del descendimiento de la cruz de Jesús. Por no ser un escultor experto, no habría sido capaz de dar a la cara la forma deseada. Cansado y desilusionado, se durmió sin haber acabado el trabajo; pero al despertar la habría encontrado milagrosamente terminada por la mano de un ángel.

La leyenda añade que la obra habría aparecido en 742 en una embarcación carente de tripulación, abandonada en el mar Tirreno, hasta que alcanzó la entrada del puerto de Luni. La nave habría resistido las tentativas de abordaje por parte de los habitantes de Luni, hasta que arribó espontáneamente tras la exhortación del obispo de Lucca, Juan I, que había acudido entretanto a la zona tras haber sido avisado por un sueño de la presencia de la nave de la Santa Faz. Una vez llevado a tierra, el crucifijo fue reclamado por Luni y Lucca, pero otras señales divinas quisieron que fuera conducido a Lucca y finalmente los habitantes de Luni se vieron obligados a renunciar a la posesión de la reliquia.

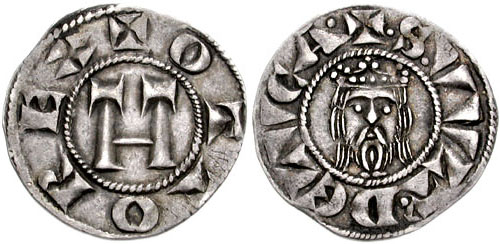
Una moneda de Lucca del con la Santa Faz.

## Difusión
Gracias a la popularidad alcanzada por esta antigua escultura, se produjeron muchas copias, sobre todo xilográficas, para uso de peregrinos que acudía a Lucca desde cualquier parte de Europa. A estas copias, que comienzan a principios del siglo XII, se las empezó a llamar la Santa Faz (Volto Santo) de Lucca. 
Se cree que esta iconografía fue llevada a Cataluña (España) por los pisanos, cuando llegaron en 1114 para ayudar al conde de Barcelona Ramón Berenguer III en su conquista de las Baleares. En la Cataluña románica fue una imagen muy difundida y venerada. En el mundo del Arte se conocen estas imágenes como Majestades.
También hay imágenes de Cristo crucificado vestido de sacerdote en Andalucía. Más concretamente en la provincia de Granada. En la iglesia de San Antón de Granada se encuentra una imagen y en la ermita del Santo Cristo del Zapato en Pinos del Valle existe un cuadro en el que aparece un cristo vestido, su advocación es del Zapato y aparecen a su lado los patrones de la localidad San Roque y San Sebastián.

## Lainventiode Santa Librada
A finales del siglo XIV, en Flandes, una copia de la Faz suscitó veneración y milagros. Curiosamente, a causa de la diferencia con el original, era ya imposible saber qué representaba: la larga vestidura impedía reconocer un Cristo crucificado, para el cual era usual el uso del perizonium o perizoma, lo que provocó que se creyese que era una mujer. Dado que tenía barba, se formó la leyenda de una santa que, queriendo mantener a toda costa la virginidad contra la voluntad de su padre que la había prometido a un rey de Sicilia, obtiene por gracia divina que una poblada barba le recubra el rostro, cosa que provoca el repudio del futuro marido, por lo que su padre la hace crucificar.
Esta santa puramente legendaria asumió nombres diversos en los diferentes países de Europa: Sankt Wilgefortis o Kümmernis en Alemania, Sainte Débarras en Francia, Santa Librada en España. En el 1583 entró en el Martirologio Romano, y permaneció en él hasta el siglo pasado. Suscitó una amplísima devoción en toda Europa, excepto en Italia.